# Joseph Kürschner
Joseph Kürschner, född 20 september 1853 i Gotha, död 29 juli 1902 på resa i Tyrolen, var en tysk utgivare.
Kürschner var först mekaniker och studerade sedan vid Leipzigs universitet. Han började på 1870-talet en livlig utgivarverksamhet, närmast inriktad på teaterns historia. Som exempel på detta kan nämnas hans biografi: Konrad Ekhofs Leben und Wirken (1872). Kürschner erhöll professors och geheimehovråds titel. Åren 1881-89 redigerade han månadsskriften Vom Fels zum Meer och ledde utgivningen av flera synnerligen omfattande företag, bland andra samlingsverket Deutsche Nationallitteratur (220 band), 7:e upplagan av Pierers konversationslexikon, den årligen utkommande Staats-, Hof- und Kommunalhandbuch, den av bröderna Hart grundlagda Deutscher Literaturkalender, romansamlingen Kürschners Gücherschatz (1897 ff.) och andra kalendrar och matriklar; han grundlade Aus fremden Zungen och Kollektion Spemann med mera. 